# Agente letterario
Un agente letterario è il professionista che rappresenta gli interessi degli scrittori nei confronti di editori, produttori teatrali, televisivi, radiofonici e cinematografici, e li assiste nella vendita e negoziazione dei diritti d'autore delle loro opere. Gli agenti letterari rappresentano il più delle volte romanzieri, sceneggiatori e saggisti, ma possono gestire anche i diritti d'autore dei cataloghi di case editrici o agenzie di altri Paesi. Sono pagati con una percentuale fissa sui proventi delle vendite, che negoziano per conto dei loro clienti.

## Storia
Il ruolo dell'agente letterario inizia a diffondersi all'inizio del XIX secolo negli Stati Uniti. Una ventina di anni dopo approda in Inghilterra. Il primo agente letterario a stabilire le regole e le mansioni della professione come la intendiamo oggi (per esempio, la percentuale sulle vendite) fu Alexander Pollock Watt con la sua agenzia letteraria fondata in Inghilterra nel 1875 e tuttora in vita.
Per diversi anni, tuttavia, le case editrici hanno faticato a considerare come loro interlocutore l'agente letterario anziché l'autore. Per decenni le agenzie letterarie furono colpite da una vera e propria forma di ostracismo.
In Italia la situazione non era tanto diversa. Sebbene la prima agenzia, l'Agenzia Letteraria Internazionale, venisse fondata nel 1898 da Augusto Foà, affiancato in seguito dal figlio Luciano (anni dopo è confluita, con Marco Vigevani e Luigi Bernabò, in «The Italian Literary Agency»), fu con l'arrivo di Erich Linder nel 1946 che l'agenzia crebbe e diviene più strutturata, accogliendo nella propria "scuderia" migliaia di autori, italiani e stranieri. Benché non sia stato il primo in termini cronologici, Linder è considerato il primo vero agente letterario italiano, per il ruolo avuto nella diffusione e nella legittimazione di tale figura professionale in Italia.
Ciò nonostante, in Italia le agenzie letterarie non hanno avuto vita facile. La figura dell'agente letterario è stata per diversi anni poco conosciuta e, spesso, ostacolata da editori e addetti ai lavori. Egli non aveva la preminenza che ha invece sempre avuto nel mondo anglosassone, in cui un autore non tratterebbe mai di clausole contrattuali con il proprio editore (al contrario dell'atteggiamento comune nei Paesi dell'Europa continentale). La stampa nazionale, ancora nel 1996, definiva l'agente letterario «antipatico, esoso, ingombrante, necessario».
Dall'aprile 2020 è presente in Italia un'associazione di categoria delle agenzie letterarie italiane denominata Adali.

## Caratteristiche
Le agenzie letterarie hanno una dimensione che può variare dall'agente letterario singolo che rappresenta una manciata di autori, alla società strutturata con clienti di alto livello, sub-agenti, specialisti nei vari settori come i diritti esteri o le licenze sul merchandising ecc. e con analoghi settori di rappresentanza degli editori. La maggior parte delle agenzie, soprattutto quelle più piccole, è specializzata in un determinato settore: ci sono agenzie che rappresentano solo autori che scrivono, per esempio, fantascienza, thriller, rosa, libri per l'infanzia o saggistica di attualità.